# Shirasaya
Una shirasaya (白鞘), literalment "funda blanca", encara que en aquest context, "blanca" significa sense decoració, és una fulla d'espasa japonesa consistent en una beina o saya i una empunyadura o tsuka, empleades quan la fulla no va a ser utilitzada per un temps i necessita ser emmagatzemada.
Externament no mostra cap característica destacable, excepte els necessaris mekugi-ana o forats en l'empunyadura (veure katana) en els quals assegurar la part de la fulla que es troba dins de l'empunyadura, o nakago. A vegades s'escriu en la saya informació sobre la fulla, o sayagaki.
La raó d'ésser d'aquest muntatge especialitzat d'emmagatzematge és degut al fet que la beina emprada usualment danya la fulla, ja que el lacat de la fusta reté humitat i facilita la corrosió.
Una shirasaya no està dissenyada per a ser usada en combat, ja que l'absència de tsuba o guarda, així com de ito, les tires tretzades de cotó, cuir o seda que faciliten l'agarre, resulten seriosos inconvenients enfront d'una katana real. No obstant això, va existir un tipus d'espases amb aquestes manques destinades al combat, passant per ser simples bastons, les shikomizue.